# Abri de blockhaus à mitraillettes de Verzy
L'abri de blockhaus à mitraillettes est un ouvrage défensif de la Première Guerre mondiale à Verzy dans la Marne (France). 

## Histoire
Avec la stabilisation du front de la Première Guerre mondiale après la bataille de la Marne (1914), l'Observatoire du Mont Sinaï devient un point stratégique. Lieu d'observation de toute la plaine autour de Reims, desservi par la gare de Verzy qui faisait partie du réseau des Chemins de fer de la Banlieue de Reims, la gare fut défendue par la création de cet abri bétonné situé à 10 m des installations ferroviaires.
L'abri est classé au titre des monuments historiques par arrêté du 25 janvier 1922.

## Situation actuelle
Il est placé à dix mètres de la gare.
La gare est désaffectée et est devenue une habitation. L'abri est à l'abandon.